# Противолодочная авиация

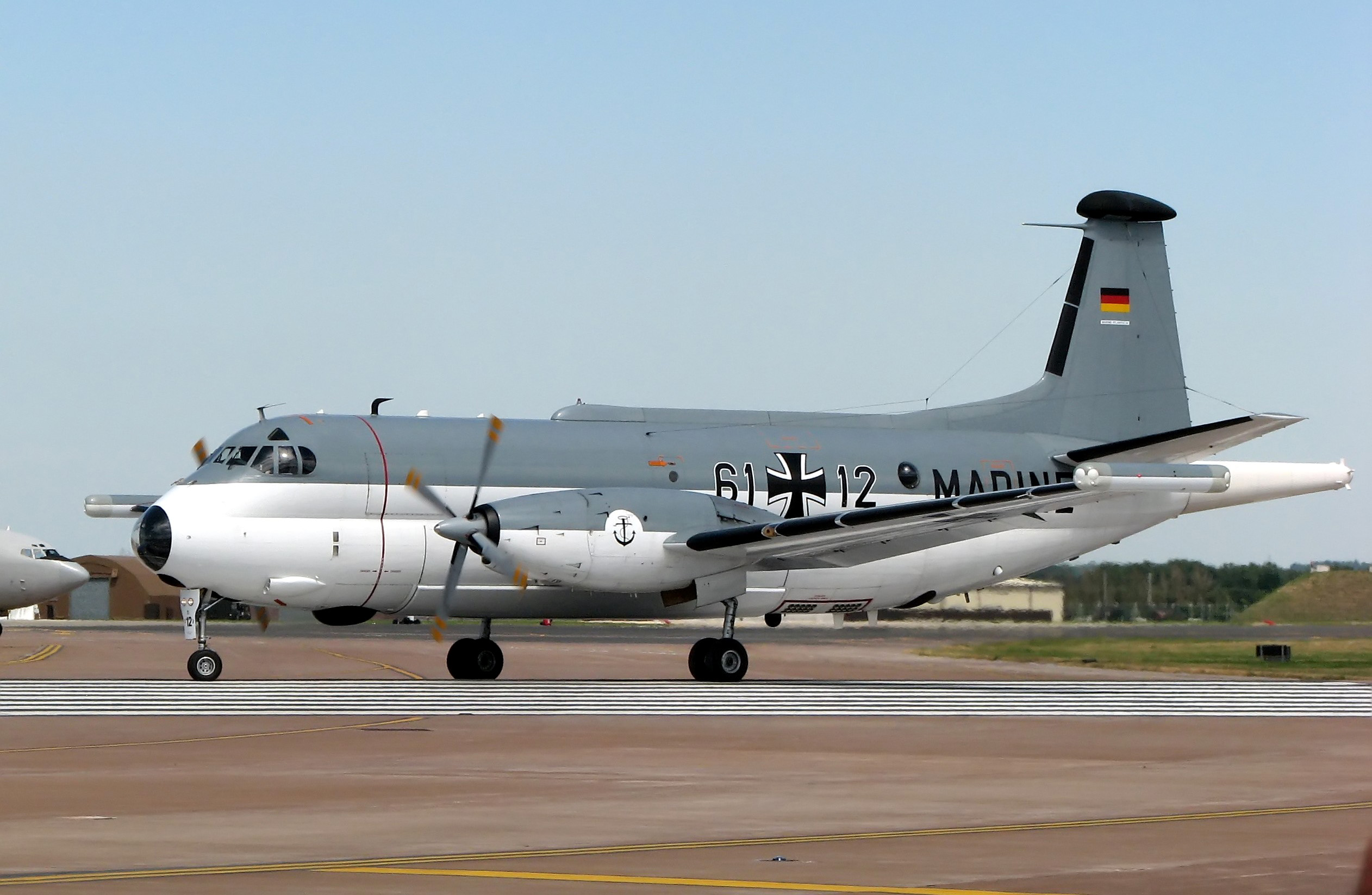
Breguet Atlantic — самолёт противолодочной авиации ВМС Германии.
2006 год

Противолодочная авиация — один из родов морской авиации (в вооружённых силах некоторых государств — является родом ВВС), предназначенный для уничтожения подводных лодок противника на море.
Имеет на вооружении противолодочные самолёты и вертолёты. 

## История

### Первая мировая война
Первые случаи уничтожения подводных лодок самолётом зафиксирован в ходе Первой Мировой войны.

Британскими бомбардировщиками за 1917 год были потоплены 6 германских подводных лодок из состава военно-морской базы дислоцированной в г.Брюгге в Бельгии.

### Межвоенный период
В 20-е и 30-е годы XX века многие передовые государства обладавшие развитыми авиастроением, не уделяли никакого внимания развитию противолодочной авиации и созданию специализированных противолодочных самолётов.
В первую очередь это касается вооружённых сил Великобритании и Франции. 

### Вторая мировая война

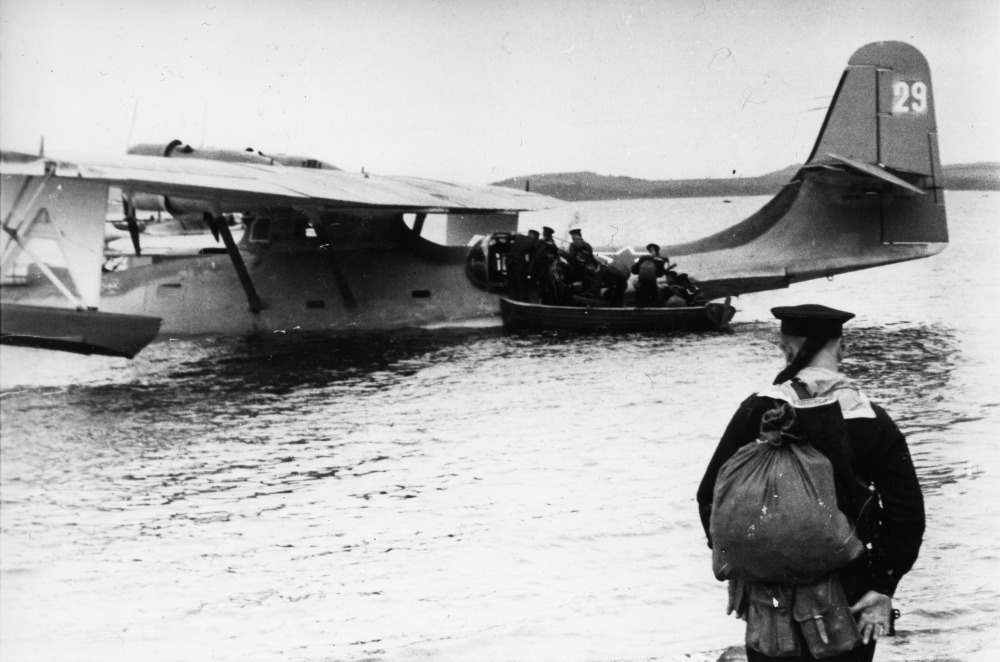
PBN-1 — противолодочный самолёт ВМФ СССР поставленный по Ленд-лизу.
1945 год

Активное создание противолодочной авиации началось с 1941 года, с формирования Береговой авиации в ВВС Великобритании, главной задачей которой была борьба с подводными лодками Кригсмарине. Она включила в свой состав 19 эскадрилий имевших в распоряжении 220 самолётов.  
Первоначально для этой цели использовались обычные самолёты берегового командования, имевшие на вооружении противолодочные бомбы. Их боевая задача сводилась к визуальному обнаружению подводных лодок противника с последующим уничтожением последних бомбами и огнём из пулемётов.
Под визуальное обнаружение могли попасть подводные лодки которые шли на перископной глубине либо в надводном положении.
С течением войны оборудование самолётов дополнилось специальными РЛС и гидроакустическими системами поиска подводных лодок в надводном и подводном положении. К концу боевых действий в составе ВВС и ВМФ главных стран антигитлеровской коалиции были специализированные части патрульной и противолодочной авиации, оснащённые самолётами с необходимыми средствами поиска. Результат ускоренного развития противолодочной авиации оказался довольно весомым: из 785 немецких подводных лодок, потопленных в море, англо-американская авиация уничтожила 352 (около 45 %).
Первым формированием противолодочной авиации ВС СССР стала сформированная летом 1944 года в составе КБФ 29-я отдельная авиационная эскадрилья Противолодочной Обороны (29-я оаэ ПЛО) имевшая на вооружении самолёты Бе-4 и PBN-1 «Номад».

### Послевоенный период

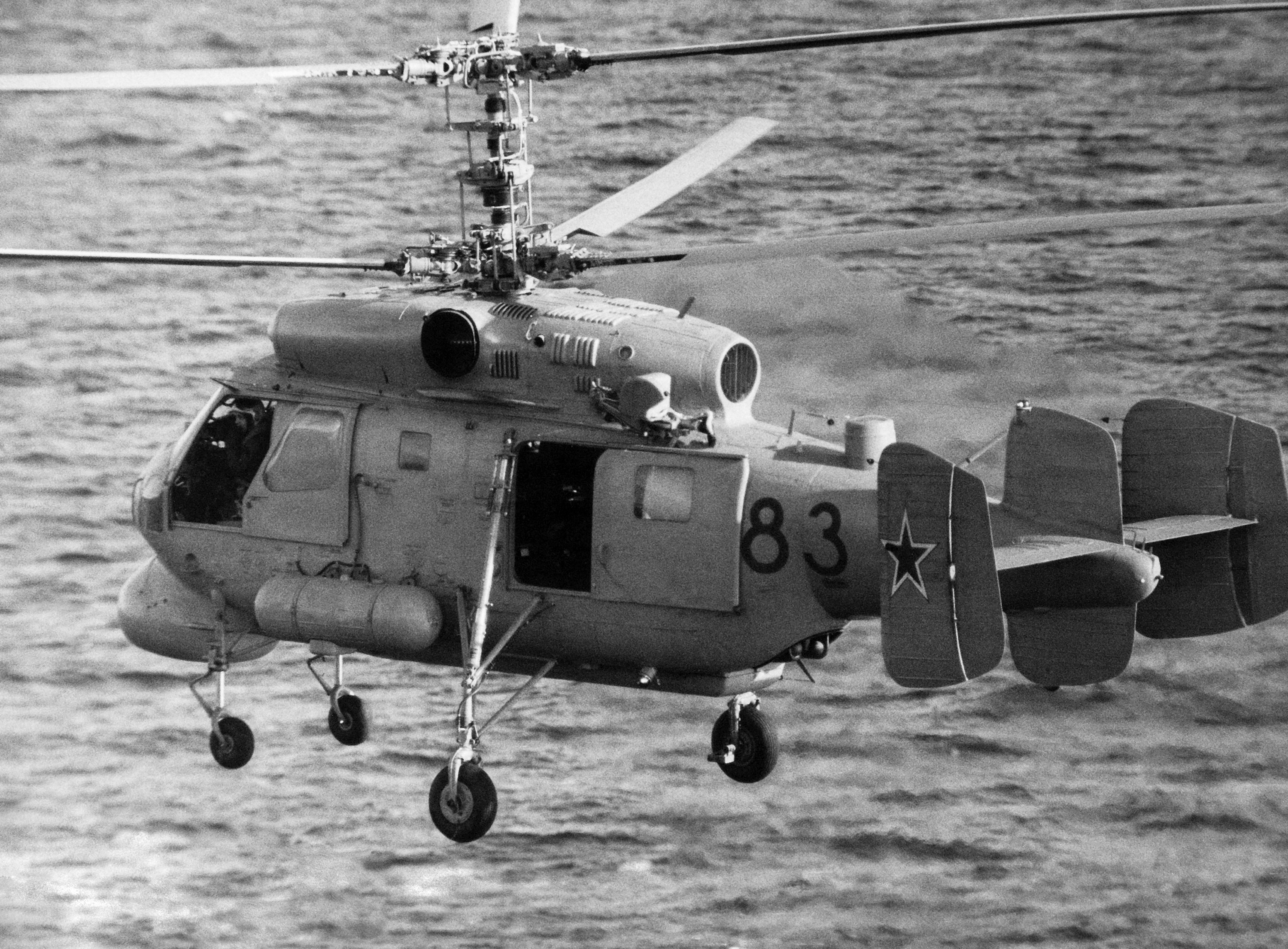
Ка-25ПЛ — основной вертолёт противолодочной авиации ВМФ СССР, 1985 год

Палубный противолодочный самолёт S-2F Tracker в полной боевой готовности: штанга магнитного детектора выдвинута, обтекатель радара опущен, крышки бомбового отсека открыты, на подкрыльевых подвесах установлены 4 противолодочные торпеды и два 127-мм реактивных снаряда HVAR.
ВМФ США, 60—70-е годы

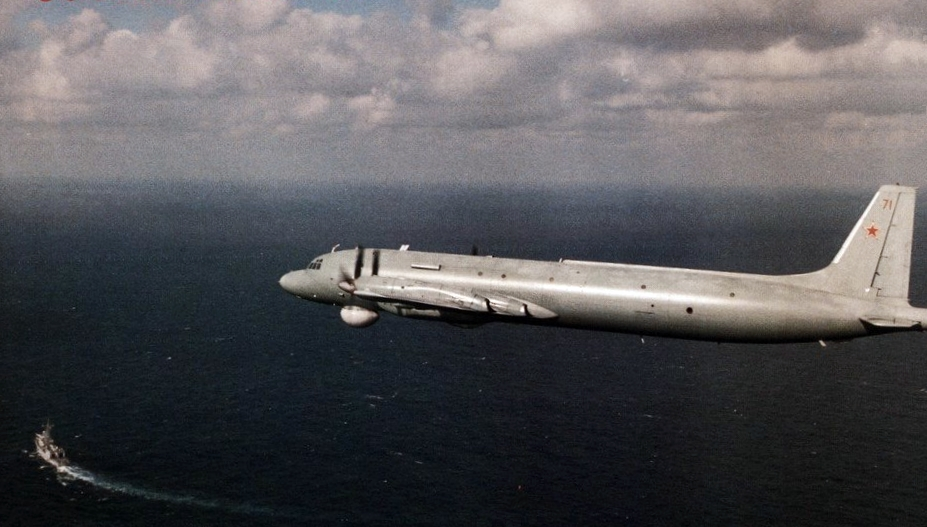
Ил-38 — основной самолёт противолодочной авиации ВМФ СССР — над Средиземным морем, 1985 год

В послевоенное время с появлением нового типа летательных аппаратов как вертолёт, возможности противолодочной авиации значительно расширились. Теперь крупные соединения кораблей и одиночные корабли, оснащённые вертолётной площадкой, могли самостоятельно вести наблюдение за подводными лодками вероятного противника на большом отдалении от своих берегов.
К примеру в ВС СССР подобные авиационные части появились в 1955 году в составе КБФ .
Преимущество противолодочного вертолёта перед самолётом в том что они могут действовать в составе соединений кораблей не имеющих палубных самолётов. Вертолётная площадка может быть оборудована на многих типах кораблей. Противолодочные самолёты нуждаются в наличии береговых аэродромов либо  авианосцев .

Также преимущество противолодочного вертолёта перед самолётом заключается в том что он способен вести разведку морского пространства опуская в воду направленную гидроакустическую станцию в режиме зависания над водой, в то время как противолодочный самолёт производит разведку подводных целей одноразовыми гидроакустическими буями, которые выбрасываются по определённой схеме, а после отработки самоликвидируются. 
Кроме радиолокационного и гидроакустического обнаружения, разрабатывались средства по определению местоположения газоанализаторам определяющим уровень угарного газа в воздухе (поиск дизельных субмарин) и  поиска с помощью магнитного детектора. К примеру в ВМФ США противолодочным самолётом который использовал все перечисленные 4 принципа поиска являлся самолёт Grumman S-2 Tracker.

## Вооружение
Противолодочная авиация имеет на вооружении средства разведки и уничтожения подводных лодок.
К средствам обнаружения подводных лодок относятся:
- бортовая РЛС;
- сбрасываемые или опускаемые в воду гидроакустические буи
- газоанализатор.

К средствам уничтожения подводных лодок относятся:
- глубинные бомбы;
- торпеды;
- противолодочные авиационные ракеты.